# Marina vetula
Marina vetula är en ärtväxtart som först beskrevs av Townshend Stith Brandegee, och fick sitt nu gällande namn av Rupert Charles Barneby. Marina vetula ingår i släktet Marina och familjen ärtväxter. Inga underarter finns listade i Catalogue of Life.